# Samuel Ipoua
Samuel Ipoua Hamben (Douala, 1973. március 1. –) kameruni labdarúgócsatár.
Több európai csapatban is játszott, Franciaországban az OGC Nice, Olaszországban az AC Torino, Ausztriában a Rapid Wien, Németországban az FSV Mainz, a TSV 1860 München és az LR Ahlen játékosa volt. Hazájában az Union de Douala csapatában szerepelt.
A kameruni válogatottal részt vett az 1998-as labdarúgó-világbajnokságon.
Öccse, Guy Ipoua szintén labdarúgó, pályafutása nagy részét Angliában töltötte.
Samuel Ipoua 2005 júliusában próbajátékon járt a Grimsby Townnál, de nem felelt meg.